# Charles Ménard
Pour les articles homonymes, voir Ménard.

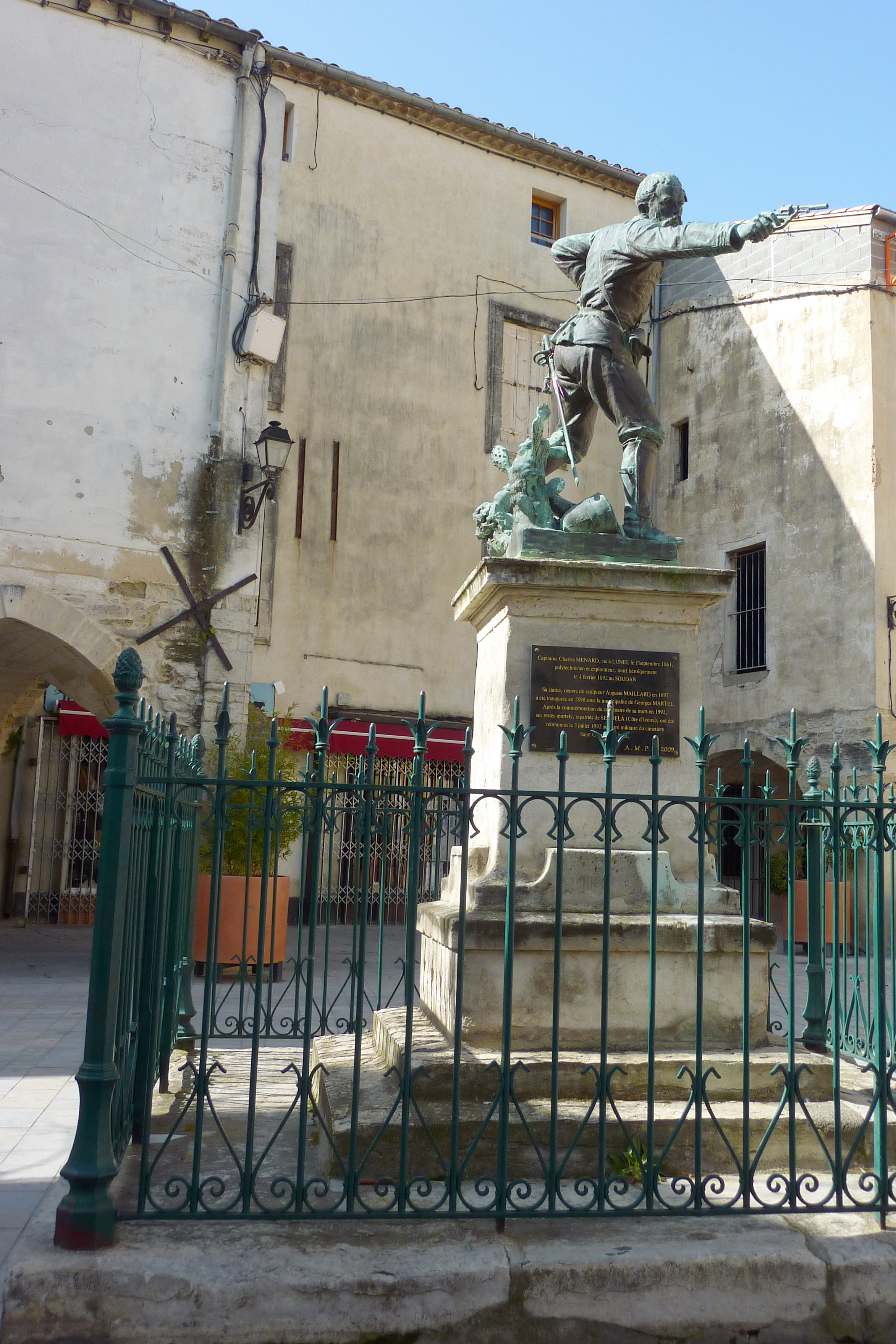
Monument au capitaine Ménard (1897), par Auguste Maillard, à Lunel

Marie Charles François Joseph Ménard, né le 1er septembre 1861 à Lunel  et mort le 4 février 1892 au Soudan occidental, est un officier français de la IIIe République.

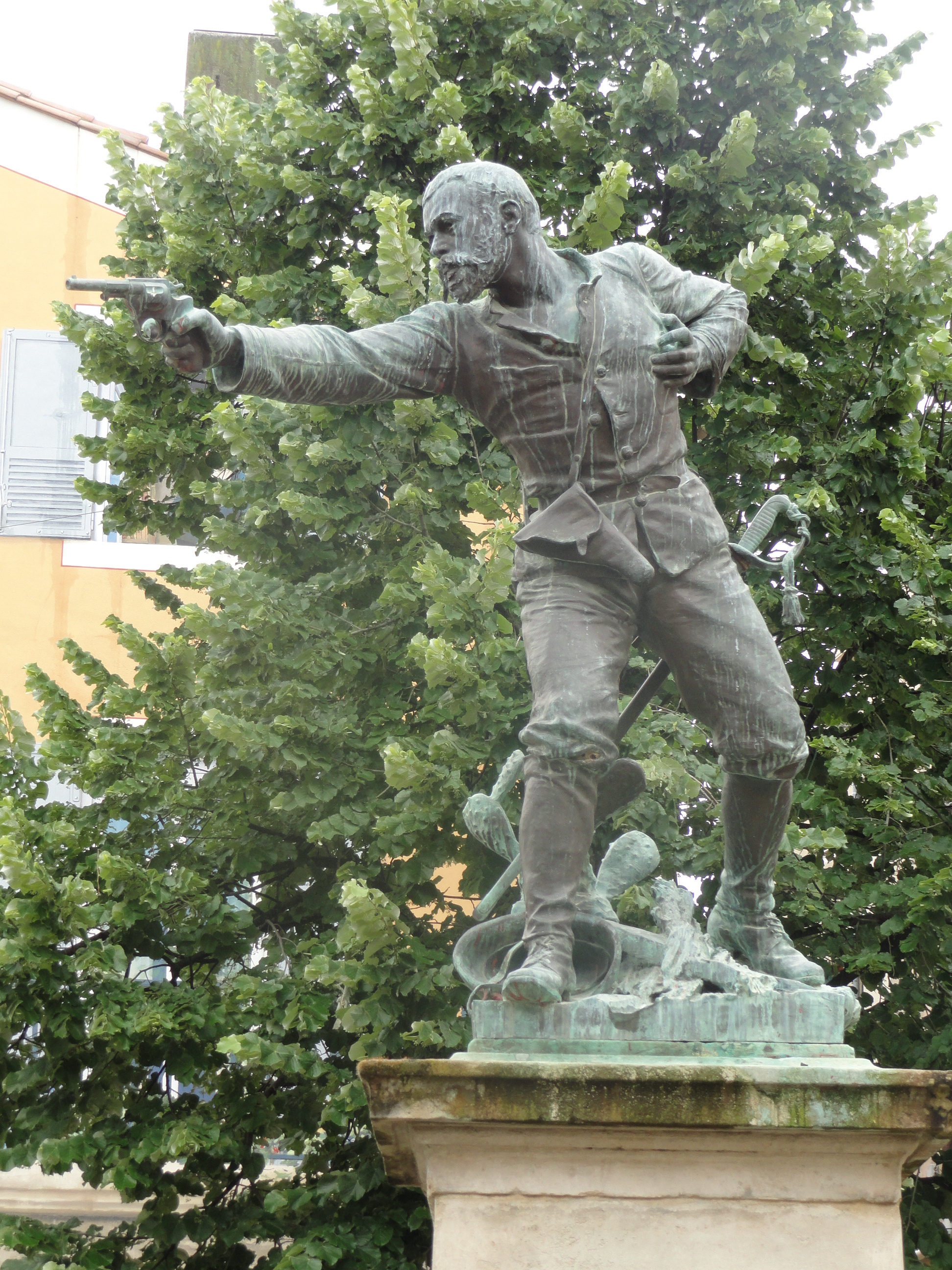
Statue sur le monument

## Biographie
Fils d'un pharmacien de Lunel, il est le frère de Joseph Ménard, il entre à l'École de Saint-Cyr,  le 29 octobre 1880, nommé sous-lieutenant d'infanterie de marine le 1er octobre 1882. L'année suivante, il est envoyé avec Louis-Gustave Binger au Soudan avec la mission topographique de Parfait-Louis Monteil, puis  muté à Madagascar. Une nouvelle mission lui est confiée en septembre 1890 par Eugène Étienne, sous-secrétaire d'État aux Colonies. Il devait faire le voyage de Louis-Gustave Binger en sens inverse, en partant de Grand-Bassam en novembre 1890 pour rejoindre le Niger. Il arrive à Kong en mars 1891, y reste deux mois, puis traverse le fleuve Bandama et se dirigea vers le village de Séguéla. Il est tué au combat le 4 février 1892, avec la plupart des membres de sa mission, au cours d'une opération dans le Soudan occidental contre le village de Séguéla, situé dans l'actuelle Côte d'Ivoire, tenu par les rebelles du chef dioula Samory, alors en lutte contre la conquête coloniale française.

## Hommage
Son nom a été donné à une rue de Paris (rue du Capitaine-Ménard, 15e arrondissement) et un monument, réalisé par Auguste Maillard, lui a été élevé par souscription publique en 1897 dans sa ville natale de Lunel (Hérault).
Ses cendres ont été inhumées le 3 juillet 1992 au cimetière Saint-Gérard de Lunel.